# Dornach (Sigmarszell)
Dornach (mundartlich: ts Dornach dussə, Dörnach) ist ein Gemeindeteil der Gemeinde Sigmarszell im bayerisch-schwäbischen Landkreis Lindau (Bodensee).

## Geographie

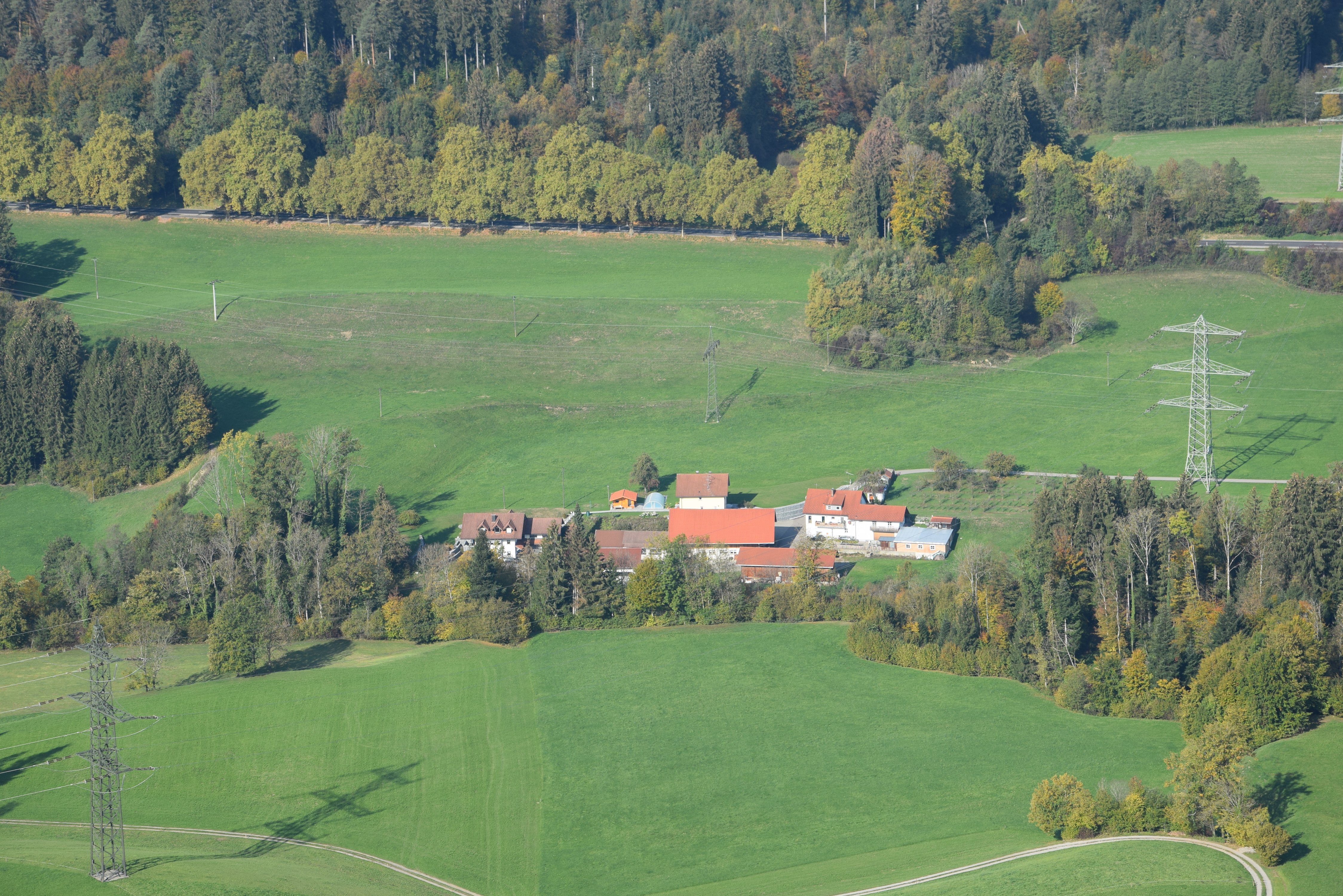
Kudermühle (2018)

Der Weiler liegt circa 0,5 Kilometer östlich des Hauptorts Sigmarszell. Östlich der Ortschaft fließt die Leiblach, die hier die Staatsgrenze zu Hohenweiler im österreichischen Vorarlberg bildet. Nördlich von Dornach verläuft die Bundesstraße 308 (Queralpenstraße).

## Ortsname
Der Ortsname stammt vom mittelhochdeutschen Wort dorn für Dorn, Stachel und bedeutet (Siedlung am) Dornenwald.

## Geschichte
Dornach wurde erstmals urkundlich im Jahr 1459 erwähnt als die Äbtissin von Lindau das Gut im Altis genannt das Dornach  verkauft. Im Jahr 1771 fand die Vereinödung Dornachs statt. 1818 wurden neun Wohngebäude im Ort gezählt. Dornach gehörte einst zum äußeren Gericht der Reichsstadt Lindau.

### Kudermühle
Die Kudermühle (auch Kaudermühle) an der Leiblach wurde erstmals im Jahr 1532 mit den Gebrüdern Melchoir und Balthassar die Mägerlin im Kuderhauß urkundlich erwähnt. Im Jahr 1910 wurde der Betrieb der Mahl- und Sägemühle aufgrund eines Wehrschadens eingestellt.